# Marie Barrère-Affre
Marie Barrère-Affre (Perpignan, 31 de julho de 1885 – Collioure, 23 de julho de 1963) foi uma escritora francesa, especialista em livros para crianças e livros sobre o Marrocos. Em seus escritos utilizou diversos pseudônimos, mais constantemente Myriam Catalany, ou Marie la Catalane, e após o casamento, Marie Affre ou Violette des Pyrénées. Suas produções pela Gautier-Languereau (La Semaine de Suzette) são assinadas Myriam Catalany - Marie la Catalane.
Algumas vezes usa o nome Gineste (ou Ginette) de Cosprons, Marie Régis Falandry (nome de sua avó materna), e é seguramente Marie a Tamelelt que assina um Brumaire et Messidor em La Croix des Jeunes, em 1935.

## Biografia
Marie tinha três irmãs e sua mãe faleceu em 1902. O pai, Edmond Affre, faleceu em fevereiro de 1913. Marie estudou no pensionato Sainte Marie de Perpignan, onde apresentou múltiplos talentos: pintava, tocava piano e escrevia bem. Muito cedo se engajou nas lutas políticas da época, o que lhe ocasionou a proscrição das congregações religiosas.
Marie escreveu poemas, romances, contos e histórias para crianças, que apareceram no “Noël” e na “La Semaine de Suzette”, e La Bonne Presses publicou. Marie foi premiada várias vezes e foi mestre nos “Jeux Floraux de Toulouse”.
Raoul (17 de fevereiro de 1890 - 13 de maio de 1955) e Marie se casaram em 9 de janeiro de 1914, em Perpignan e partem para Marrocos. Em 27 de março de 1914, Marie e Raoul chegam a Casablanca. Recém-chegados, a guerra estourou e Raoul foi convocado. Em várias ocasiões, Mi (como era conhecida Marie) foi autorizada a acompanhar os movimentos de seu batalhão: Berrechid, Kasba Tedla, Oum Er Rbia, Meknès.
Todas essas notas de viagem - estes croquis marroquinos -, ela reuniu em um volume, lançado em 1920: "La Kasba parmi les tentes" é um dos melhores livros de Marie.
Em Casablanca, 10 de março de 1915, nasceu seu filho Edmond.
No começo de 1920, os Barrère voltam para a França para resolver a herança da propriedade dos pais. Em 3 de maio de 1920, no Salão do Ilustres, no Capitólio de Toulouse, Marie faz uma homenagem a Clemence Isaure.
Eles planejavam fixar-se na França, pois Raoul estava descontente com a empresa que o empregava, e compram Belluyère, na estrada de Albi, ao norte de Castres. Sua filha Maryvonne nasceu ali em 23 de fevereiro de 1922, mas a propriedade faliu, e Raoul e Mi se viram obrigados a vender e voltar para o Marrocos.
Em 1927, encontraram o lugar ideal na França em Settat. Então, em Tamelelt, construíram sua casa, "Dar a Nouàr" (Casa das Flores). Raoul trabalhava na cooperativa de azeite e à noite ajudava a escrever na máquina o manuscrito de sua esposa. Eles iniciaram uma pequena plantação.
Em 1931, Marie entrou na Société de Gens des Lettres. Quando chegou a guerra, os Barrère, que não eram mais colonos, ficaram sem alguns privilégios, e foram repatriados para um modesto apartamento em Mogador, retornando a Tamelelt, onde a plantação se revelou uma boa oportunidade. Raoul, porém, tinha saúde frágil, e morreu em 13 de maio de 1955 em Mogador. Em 1956, a independência do Marrocos foi proclamada, e os funcionários deveriam deixar o país. Maryvonne, sua filha e o marido Marcel Vernou foram obrigados a partir e Marie decidiu segui-los.
Em setembro de 1957, Marie estava já na França, provisoriamente instalada na St Ciers d' Abzac (Gironde), morando com uma amiga de infância, enquanto aguardava o genro ser nomeado para os Pyrénées Orientales, onde iria lhe procurar uma casa, de forma a ela ficar mais perto da filha. Então ela se mudou para Thuès entre-Valls, uma aldeia de montanha no vale do Tet, e suas condições de vida eram deploráveis, ela vivia pobremente por alguns meses, até mudar-se para Collioure (Pyrénées-Orientales). Em 3 de março de 1958, ela desabafou: “J'ai seulement beaucoup de chagrin d'avoir tant travaillé pour n'arriver qu' à cette fin de vie désolée”.
Marie morreu na Rua Antonio Machado, em 23 de julho de 1963, e está sepultada em Perpignan, longe de seu amado Raoul, que ficou em Essaouira, Mogador. Marie escreveu pelo menos 110 volumes (dos quais dois terços pela Bonne Presse), uma longa lista de poemas, histórias, notícias, histórias, desenhos, peças de teatro, romances e dramas.

## Obras principais
- "La Révolte du Bronze", 1912
- La Kasba parmi les tentes. Croquis marocains, 1919
- Les filles de Barbe-Bleue, 1922
- L'héritière des Montalba, 1925
- Sous l'œil de Minerve, 1928
- La branche de roses, Coleção Bijou, 1928
- Les deux Noël de Mériem, 1930
- Terres farouches, 1933
- La Chaîne brisée, 1935
- La Font-cachée, Coleção Bijou, 1937
- Le village de Toub, 1938
- Timmimit Ksourienne, 1938 (Prêmio Literário de Marrocos, 1941)
- Le passant d’un soir, Coleção L'Arc-En-Ciel, n° 7, 1938
- La couronne de paille, Coleção L'Arc-En-Ciel, n° 17, 1938
- La gamme de "Do", Coleção Stella, n° 430, 1938
- Le balcon sur le désert, 1939
- L'avare”, 1939
- Le cristal et l’ambre, Coleção L'Arc-En-Ciel, n° 27, 1939
- Lalla Aïcha, 1940
- Dès ce monde…, Coleção Bijou, 1941
- Campanule, Coleção Bijou, 1941
- Ainsi passa la tempête, Coleção Étoiles
- D'un coeur inapaisé, Coleção Bijou
- La koubba des sultanes, 1945
- Le wharf d'ébène, 1946
- Poussieres dans le Chergui, Edições Arthaud, 1946
- “La Font-Cachée”, 1947, Coleção Étoilles (Maison de la bonne presse)
- Les détours du chemin, 1947
- Quand Dieu nous mène, 1948
- L'aviateur de l'Atlas, 1949
- Le fils de l'aviateur, 1949
- Zouina, la petite sultane, 1954
- Contes de Noël

## Sob o pseudônimo Myriam Catalany
- Le Règne de Cendrillon, Gautier Languereau, Bibliothèque de Suzette,
- P'tit Oiseau, Gautier Languereau, Bibliothèque de Suzette, junho 1929
- Le Voyage de Mimose, Gautier Languereau, Bibliothèque de Suzette
- La petite Marquise de Karabat, Gautier Languereau, Bibliothèque de Suzette

## Marie Barrère-Affre no Brasil
- "Domina", volume 80 da Coleção Biblioteca das Moças, da Companhia Editora Nacional, publicado em 1940.[4]